# Chinese Super League 2016
Die Chinese Super League 2016 ist die 13. Spielzeit der höchsten chinesischen Fußballliga im Männerfußball. Zu dieser Saison aufgestiegen sind Yanbian Funde sowie Hebei China Fortune. Titelverteidiger ist Guangzhou Evergrande.

## Teilnehmer der Saison 2016
| - Beijing Guoan - Changchun Yatai - Chongqing Lifan - Guangzhou Evergrande - Guangzhou R&F - Hangzhou Nabel Greentown - Hebei China Fortune - Henan Construction | - Jiangsu Suning - Liaoning Hongyun - Shandong Luneng Taishan - Shanghai SIPG - Shanghai Shenhua - Shijiazhuang Ever Bright - Tianjin Teda - Yanbian Funde |

## Abschlusstabelle
| Pl. | Verein                   | Sp. | S  | U  | N  | Tore    | Diff. | Punkte |
| --- | ------------------------ | --- | -- | -- | -- | ------- | ----- | ------ |
| 1.  | Guangzhou Evergrande (M) | 30  | 19 | 7  | 4  | 062:190 | +43   | 64     |
| 2.  | Jiangsu Suning (P)       | 30  | 17 | 6  | 7  | 053:330 | +20   | 57     |
| 3.  | Shanghai SIPG            | 30  | 14 | 10 | 6  | 056:320 | +24   | 52     |
| 4.  | Shanghai Shenhua         | 30  | 12 | 12 | 6  | 046:310 | +15   | 48     |
| 5.  | Beijing Guoan            | 30  | 11 | 10 | 9  | 034:260 | +8    | 43     |
| 6.  | Guangzhou R&F            | 30  | 11 | 7  | 12 | 047:500 | −3    | 40     |
| 7.  | Hebei China Fortune (N)  | 30  | 11 | 7  | 12 | 034:380 | −4    | 40     |
| 8.  | Chongqing Lifan          | 30  | 9  | 10 | 11 | 043:500 | −7    | 37     |
| 9.  | Yanbian Funde (N)        | 30  | 10 | 7  | 13 | 039:410 | −2    | 37     |
| 10. | Liaoning Hongyun         | 30  | 9  | 9  | 12 | 038:470 | −9    | 36     |
| 11. | Tianjin Teda             | 30  | 9  | 9  | 12 | 038:500 | −12   | 36     |
| 12. | Changchun Yatai          | 30  | 10 | 5  | 15 | 030:440 | −14   | 35     |
| 13. | Henan Jianye             | 30  | 10 | 5  | 15 | 026:440 | −18   | 35     |
| 14. | Shandong Luneng Taishan  | 30  | 9  | 7  | 14 | 038:450 | −7    | 34     |
| 15. | Hangzhou Nabel Greentown | 30  | 8  | 8  | 14 | 028:370 | −9    | 32     |
| 16. | Shijiazhuang Ever Bright | 30  | 7  | 9  | 14 | 028:530 | −25   | 30     |

| Zum Saisonende 2016: |                                                                               |
| Chinesischer Meister und Teilnahme an der AFC Champions League 2017 Teilnahme an den Play-offs zur AFC Champions League 2017 Teilnahme an der zweiten Qualifikationsrunde zur AFC Champions League 2017 Abstieg in die China League One 2017 |                                                                               |
| |                                                                               |
| Zum Saisonende 2015: |                                                                               |
| (M) | Amtierender Meister: Guangzhou Evergrande                                     |
| (P) | Amtierender Pokalsieger: Jiangsu Suning                                       |
| (N) | Aufsteiger aus der China League One 2015: Yanbian Funde & Hebei China Fortune |

## Statistiken

### Torschützenliste
Bei gleicher Anzahl von Treffern sind die Spieler alphabetisch sortiert.
| Platz                   | Spieler                         | Mannschaft           | Tore |
| ----------------------- | ------------------------------- | -------------------- | ---- |
| 01                      | Ricardo Goulart                 | Guangzhou Evergrande | 19   |
| 02                      | Alan Douglas Borges de Carvalho | Guangzhou Evergrande | 14   |
|                         | Demba Ba                        | Shanghai Shenhua     | 14   |
| 0                       | James Chamanga                  | Liaoning Hongyun     | 14   |
| 0                       | Wu Lei                          | Shanghai SIPG        | 14   |
| 06                      | Marcelo Moreno                  | Changchun Yatai      | 13   |
| 07                      | Alex Teixeira                   | Jiangsu Suning       | 11   |
| 0                       | Burak Yılmaz                    | Beijing Guoan        | 11   |
|                         | Eran Zahavi                     | Guangzhou R&F        | 11   |
| Stand: 6. November 2016 |                                 |                      |      |

### Vorlagengeberliste
Bei gleicher Anzahl von Vorlagen sind die Spieler alphabetisch geordnet.
| Platz                  | Spieler         | Mannschaft           | Vorlagen |
| ---------------------- | --------------- | -------------------- | -------- |
| 01.                    | Gao Lin         | Guangzhou Evergrande | 12       |
| 01.                    | Elkeson         | Shanghai SIPG        | 12       |
| 03.                    | Wang Dong       | Chongqing Lifan      | 9        |
| 03.                    | Wu Lei          | Shanghai SIPG        | 9        |
| 03.                    | Cao Yunding     | Shanghai Greenland   | 9        |
| 06.                    | Ricardo Goulart | Guangzhou Evergrande | 8        |
| 07.                    | Olívio da Rosa  | Henan Jianye         | 7        |
| 07.                    | Alex Teixeira   | Jiangsu Suning       | 7        |
| 07.                    | Ji Xiang        | Jiangsu Suning       | 7        |
| 10.                    | Fernandinho     | Chongqing Lifan      | 6        |
| 10.                    | Yoon Bit-Garam  | Yanbian Funde        | 6        |
| Stand: Ende der Saison |                 |                      |          |

### Scorerliste
Bei gleicher Anzahl von Scorer sind die Spieler nach absolvierten Spielen sortiert.
| Platz                  | Spieler         | Mannschaft           | Spiele | Tore | Vorlagen | Scorer |
| ---------------------- | --------------- | -------------------- | ------ | ---- | -------- | ------ |
| 01                     | Ricardo Goulart | Guangzhou Evergrande | 29     | 19   | 08       | 27     |
| 02                     | Wu Lei          | Shanghai SIPG        | 30     | 14   | 09       | 23     |
| 03                     | Elkeson         | Shanghai SIPG        | 26     | 10   | 12       | 22     |
| 04                     | Gao Lin         | Guangzhou Evergrande | 28     | 07   | 12       | 19     |
| 05                     | Alan            | Guangzhou Evergrande | 27     | 14   | 04       | 18     |
|                        | Alex Teixeira   | Jiangsu Suning       | 28     | 11   | 07       | 18     |
| 07                     | Demba Ba        | Shanghai Greenland   | 18     | 14   | 03       | 17     |
|                        | James Chamanga  | Liaoning Hongyun     | 28     | 14   | 03       | 17     |
| 09                     | Eran Zahavi     | Guangzhou R&F        | 15     | 11   | 05       | 16     |
|                        | Wang Dong       | Chongqing Lifan      | 29     | 07   | 09       | 16     |
| 11                     | Fernandinho     | Chonqing Lifan       | 29     | 09   | 06       | 15     |
| Stand: Ende der Saison |                 |                      |        |      |          |        |

### Zuschauertabelle
| Platz                  | Mannschaft               | Heimspiele | Zuschauer  | pro Spiel |
| ---------------------- | ------------------------ | ---------- | ---------- | --------- |
| 01.                    | Guangzhou Evergrande     | 15         | 673.243    | 44.883    |
| 02.                    | Jiangsu Suning           | 15         | 584.879    | 38.992    |
| 03.                    | Beijing Guoan            | 15         | 572.104    | 38.140    |
| 04.                    | Chongqing Lifan          | 15         | 542.663    | 36.178    |
| 05.                    | Shanghai SIPG            | 15         | 420.181    | 28.012    |
| 06.                    | Shanghai Shenhua         | 15         | 340.353    | 22.690    |
| 07.                    | Shijiazhuang Ever Bright | 15         | 337.839    | 22.523    |
| 08.                    | Liaoning Hongyun         | 15         | 337.318    | 22.488    |
| 09.                    | Tianjin Teda             | 15         | 329.214    | 21.948    |
| 10.                    | Yanbian Funde            | 15         | 289.562    | 19.304    |
| 11.                    | Shandong Luneng Taishan  | 15         | 283.987    | 18.932    |
| 12.                    | Hebei China Fortune      | 15         | 277.032    | 18.469    |
| 13.                    | Henan Construction       | 15         | 259.236    | 17.282    |
| 14.                    | Changchun Yatai          | 15         | 228.032    | 15.202    |
| 15.                    | Hangzhou Nabel Greentown | 15         | 175.841    | 11.723    |
| 16.                    | Guangzhou R&F            | 15         | 147.463    | 9.831     |
| Gesamt                 | Gesamt                   | 150        | 5.798.9470 | 24.162    |
| Stand: Saisonende 2016 |                          |            |            |           |

## Auszeichnungen
- Chinese Football Association Footballer of the Year:  Ricardo Goulart (Guangzhou Evergrande)
- Chinese Super League Golden Boot Winner:  Ricardo Goulart (Guangzhou Evergrande)
- Chinese Super League Domestic Golden Boot Award:  Wu Lei (Shanghai SIPG)
- Chinese Football Association Goalkeeper of the Year:  Zeng Cheng (Guangzhou Evergrande)
- Chinese Football Association Manager of the Year:  Luiz Felipe Scolari (Guangzhou Evergrande)
- Chinese Super League Team of the Year (433):[5]

| Torhüter                          | Abwehr | Mittelfeld                                                                           | Stürmer                                                                                             |
| --------------------------------- | --- | ------------------------------------------------------------------------------------ | --------------------------------------------------------------------------------------------------- |
| Zeng Cheng (Guangzhou Evergrande) | Zhang Linpeng (Guangzhou Evergrande) Kim Young-Gwon (Guangzhou Evergrande) Feng Xiaoting (Guangzhou Evergrande) Jiang Zhipeng (Guangzhou R&F) | Paulinho (Guangzhou Evergrande) Wu Xi (Jiangsu Guoxin Sainty) Wu Lei (Shanghai SIPG) | Ricardo Goulart (Guangzhou Evergrande) Demba Ba (Shanghai Greenland) Gao Lin (Guangzhou Evergrande) |